# 다니엘라 베가
다니엘라 베가(Daniela Vega, 1989년 6월 3일 ~ )는 칠레의 배우, 가수이며 성전환자이다. 세바스티안 렐리오 감독의 영화 《판타스틱 우먼》으로 영화계에 데뷔했다.

## 출연 작품
- 판타스틱 우먼 (2017)